# Kevin Ray Mendoza
Kevin Ray Mendoza Hansen (Herning, 29 settembre 1994) è un calciatore filippino con cittadinanza danese, portiere del Chonburi e della nazionale filippina.

## Carriera

### Club
Ha esordito fra i professionisti il 23 novembre 2012 con la maglia del Viborg disputando l'incontro di 1. Division pareggiato 0-0 contro l'HB Køge.

### Nazionale
Nato in Danimarca da padre danese e madre filippina, nel dicembre 2018 ha scelto di optare per la nazionale filippina.
È stato incluso nell'elenco dei convocati per la Coppa d'Asia 2019, nella quale non viene impiegato. Convocato per le qualificazioni al campionato mondiale di calcio 2022, compie il suo esordio ufficiale per gli Azkals il 15 giugno 2021 in occasione del pareggio con le Maldive (1-1) a Sharja, subentrando al 46' al posto di Schipmann. Nel dicembre seguente disputa da titolare il campionato dell'ASEAN 2020, posticipato di un anno per via della sopraggiunta pandemia di COVID-19, in cui i filippini non vanno oltre la fase a gironi.

## Statistiche

### Cronologia presenze e reti in nazionale
| Cronologia completa delle presenze e delle reti in nazionale ― Filippine | Cronologia completa delle presenze e delle reti in nazionale ― Filippine | Cronologia completa delle presenze e delle reti in nazionale ― Filippine | Cronologia completa delle presenze e delle reti in nazionale ― Filippine | Cronologia completa delle presenze e delle reti in nazionale ― Filippine | Cronologia completa delle presenze e delle reti in nazionale ― Filippine | Cronologia completa delle presenze e delle reti in nazionale ― Filippine | Cronologia completa delle presenze e delle reti in nazionale ― Filippine |
| Data                                                                     | Città                                                                    | In casa                                                                  | Risultato                                                                | Ospiti                                                                   | Competizione                                                             | Reti                                                                     | Note                                                                     |
| ------------------------------------------------------------------------ | ------------------------------------------------------------------------ | ------------------------------------------------------------------------ | ------------------------------------------------------------------------ | ------------------------------------------------------------------------ | ------------------------------------------------------------------------ | ------------------------------------------------------------------------ | ------------------------------------------------------------------------ |
| 15-6-2021                                                                | Sharja                                                                   | Filippine                                                                | 1 – 1                                                                    | Maldive                                                                  | Qual. Mondiali 2022                                                      | -                                                                        | 46’                                                                      |
| 8-12-2021                                                                | Kallang                                                                  | Filippine                                                                | 1 – 2                                                                    | Singapore                                                                | AFF Suzuki Cup 2020                                                      | -2                                                                       |                                                                          |
| 11-12-2021                                                               | Kallang                                                                  | Timor Est                                                                | 0 – 7                                                                    | Filippine                                                                | AFF Suzuki Cup 2020                                                      | -                                                                        |                                                                          |
| 14-12-2021                                                               | Kallang                                                                  | Filippine                                                                | 1 – 2                                                                    | Thailandia                                                               | AFF Suzuki Cup 2020                                                      | -2                                                                       |                                                                          |
| 18-12-2021                                                               | Yangon                                                                   | Birmania                                                                 | 2 – 3                                                                    | Filippine                                                                | AFF Suzuki Cup 2020                                                      | -2                                                                       |                                                                          |
| Totale                                                                   |                                                                          | Presenze                                                                 | 5                                                                        |                                                                          | Reti                                                                     | -6                                                                       |                                                                          |

## Palmarès

### Club

#### Competizioni nazionali
- Campionato indonesiano: 1

Persib: 2023-2024